# 門司港郵便局
門司港郵便局（もじこうゆうびんきょく）は福岡県北九州市門司区にある郵便局。民営化前の分類では集配普通郵便局であった（現在は集配機能を廃止）。

## 概要
住所：〒801-0852 福岡県北九州市門司区港町2-27
門司港レトロ地区内に位置する。

### 分室
分室はなし。過去に存在した分室は以下のとおり。
- 西海岸分室 - 合同庁舎内分室として開設。1990年（平成2年）に廃止された。

## 沿革
- 1888年（明治21年）12月1日 - 門司郵便局（三等）として開設[1]。
- 1890年（明治23年）7月16日 - 為替取扱を開始。
- 1892年（明治25年）11月1日 - 門司郵便電信局となる。
- 1903年（明治36年）4月1日 - 通信官署官制の施行に伴い門司郵便局となる。
- 1927年（昭和2年）10月11日 - 合同庁舎内分室を設置。
- 1944年（昭和19年）12月15日 - 郵便局で取扱う電話通話事務を除く電話事務を門司電話局に移管[2]。
- 1946年（昭和21年）3月31日 - 合同庁舎内分室を閉鎖。
- 1947年（昭和22年）7月10日 - 合同庁舎内分室を西海岸分室に改称して、門司市西海岸通にて再開。
- 1950年（昭和25年）12月17日 - 門司市大字門司字西堀川四丁目から、同市大字門司字本町二丁目に局舎を新築、移転[3]。
- 1952年（昭和27年）4月26日 - 門司港郵便局に改称。
- 1956年（昭和31年）10月11日 - 電話通話および和文電報受付事務の取扱を開始。
- 1974年（昭和49年）11月 - 局舎新築落成。
- 1990年（平成2年）4月29日 - 西海岸分室を廃止。
- 1996年（平成8年）7月1日 - 外国通貨の両替および旅行小切手の売買に関する業務取扱を開始。
- 2007年（平成19年）10月1日 - 民営化に伴い、併設された郵便事業門司港支店に一部業務を移管。
- 2012年（平成24年）10月1日 - 日本郵便株式会社発足に伴い、郵便事業門司港支店を門司港郵便局に統合。
- 2017年（平成29年）2月20日 - 郵便事業の合理化に伴い、区役所本庁管内における集配業務等を門司郵便局に統合移管し、ゆうゆう窓口を廃止[4]。これにより郵便局専用番号（〒801-8799）も廃止。

## 取扱内容
- 郵便、印紙、ゆうパック、内容証明
- 貯金、為替、振替、振込、国際送金、国債、投資信託
- 生命保険、バイク自賠責保険、自動車保険
- ゆうちょ銀行ATM

## 周辺
- 門司港レトロ地区
- 海峡プラザ
- 九州鉄道記念館
- 山九本店
- 驛市場（スーパーマーケット）
- 栄町商店街
- みずほ銀行門司出張所
- 福岡銀行門司支店
- 北九州銀行門司支店
- 平成筑豊鉄道門司港レトロ観光線

## アクセス
- JR鹿児島本線 門司港駅から東へ約400m（徒歩約4分）
- 西鉄バス 門司港レトロ（郵便局前）停留所下車
- 関門橋（関門自動車道） 門司港ICから南西へ約2km
- 国道3号沿い
- 駐車場あり：21台